# アンドレス・イニエストラ
アンドレス・イニエストラ・ベラスケス・メジャド（Andrés Iniestra Vázquez Mellado, 1996年3月11日 - ）は、メキシコ・ハリスコ州グアダラハラ出身のサッカー選手。ポジションはミッドフィールダー。リーガMX・アトレティコ・サン・ルイス所属。

## 経歴
UNAMの下部組織で育ち、2017-18シーズンにアスセンソMX（2部）のベナドスに期限付き移籍し、31試合に出場した。UNAM復帰後の2018年7月にリーガMXデビューを果たし、以後レギュラーに定着する。